# Dynamite!
史上最大の格闘技ワールド・カップ Dynamite! SUMMER NIGHT FEVER in 国立（ダイナマイト サマー ナイト フィーバー イン こくりつ）は、日本の総合格闘技イベント「PRIDE」の大会。2002年8月28日に国立霞ヶ丘競技場で開催された。TBSが主催し、大会運営をDSEが担当。PPVにおける大会名は「PRIDE Shockwave」。

## 大会概要
2001年にTBSで放送された格闘技イベント「INOKI BOM-BA-YE」の流れを汲み、放送局であるTBSが主催し、PRIDEを運営するDSEが運営を担当。これにK-1とアントニオ猪木が協力する形で行われ、K-1とPRIDEの対抗戦というコンセプトが組まれた。総合プロデューサーの名目はK-1の石井和義となった。
開催前は、格闘技史上初の国立競技場での興行であることや、日本テレビが放送する格闘技イベント「UFO LEGEND」がDynamite!と競合するにもかかわらず猪木がプロデュースしたこと、柔道オリンピック金メダリストの吉田秀彦がPRIDEと契約し、総合格闘家としてデビューすることなどが注目を集めた。
対戦カードは当初発表されたものと異なり、ヴァンダレイ・シウバの対戦相手がジェレル・ヴェネチアンから岩崎達也に変更。結果、ジェレル・ヴェネチアンの対戦相手も松井大二郎へと変更。さらに、マーク・ハント対ドン・フライのK-1ルールでの対戦も、ハントが前戦で拳の負傷を悪化させたことから中止され、ジェロム・レ・バンナ対ドン・フライに変更されるなど、カードの変更が相次いだ。
大会中唯一、純正のPRIDEルールにて行われた第6試合ではボブ・サップがPRIDEヘビー級王者だったアントニオ・ホドリゴ・ノゲイラに善戦したことで格闘技ファンから認知されることになった。試合後、サップのセコンドに付いていたジョシュ・バーネットが「オマエハモウ、シンデイル」とノゲイラとの対戦を要求し、ノゲイラもこれを受諾した。
第7試合の吉田秀彦対ホイス・グレイシーは、頭部への打撃なし、引き込みおよびグラウンド打撃の禁止など、ホイス側の要望により特別ルールで行われた。試合では吉田が袖車絞めの形に入った際にホイスが動かなくなったと感じたことから、「（ホイスが）落ちた！」とアピールしたことで、レフェリーがレフェリーストップのないルールながら安全面の判断から試合をストップした。ホイスはすぐに立ち上がり「落ちていない！」と猛抗議してレフェリーを突き飛ばすなど激昂し、試合後も抗議したが判定が覆ることはなかった。
屋外での開催のため、天候の関係上、予備日も2日用意されていたが、28日当日は晴天で予定通り開催された。
試合前のセレモニーには猪木、エリオ・グレイシーが登場し、聖火台に点火して大会が開会された。猪木は第5試合終了後に上空からパラシュートで降下し、恒例の「1・2・3、ダーッ!」のパフォーマンスを行った。

## テレビ放送
パーフェクト・チョイスでの視聴料金2,000円のPPVによる生中継に加え、TBSで9月1日に14時30分から16時54分の時間帯に録画放送されて、10.6%の視聴率を獲得した（ビデオリサーチ調べ）。PPVの売り上げは当時の日本記録となる10万件を記録した。実況は古舘伊知郎、解説は石井和義と高田延彦が務めた。

## 試合結果
第1試合 PRIDEルール 5分3R
○  ヴァンダレイ・シウバ vs.  岩崎達也 ×
1R 1:16 TKO（レフェリーストップ：左ハイキック→パウンド）
第2試合 PRIDEルール 5分3R
○  ジェレル・ヴェネチアン vs.  松井大二郎 ×
3R終了 判定2-1
第3試合 PRIDEルール 5分3R
○  ゲーリー・グッドリッジ vs.  ロイド・ヴァン・ダム ×
1R 3:39 TKO（レフェリーストップ：マウントパンチ）
第4試合 K-1ルール 3分5R
△  アーネスト・ホースト vs.  セーム・シュルト △
3R終了 判定0-0（50-50、49-49、50-50）
第5試合 K-1ルール 3分3R
○  ジェロム・レ・バンナ vs.  ドン・フライ ×
1R 1:30 KO（右ストレート）
第6試合 PRIDEルール 1R10分、2・3R5分
○  アントニオ・ホドリゴ・ノゲイラ vs.  ボブ・サップ ×
2R 4:02 腕ひしぎ十字固め
第7試合 ジャケットマッチ特別ルール 10分2R
○  吉田秀彦 vs.  ホイス・グレイシー ×
1R 7:24 TKO（レフェリーストップ：袖車絞め）
第8試合 PRIDE特別ルール 5分3R
○  ミルコ・クロコップ vs.  桜庭和志 ×
2R終了時 TKO（ドクターストップ：右眼下底骨折の疑い）